# Australiens Grand Prix 2013

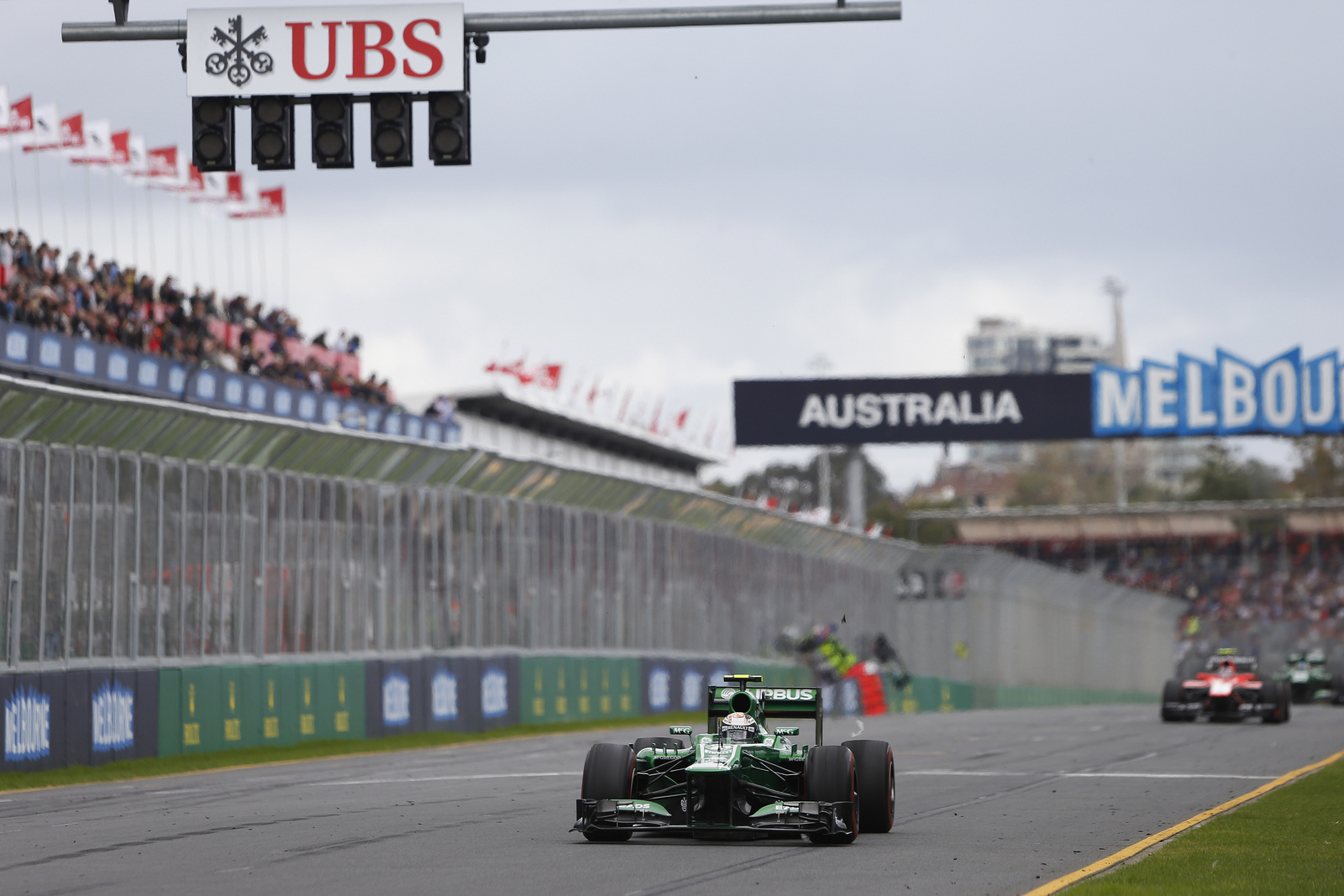
Giedo van der Garde var en av flera förare som gjorde F1-debut.

Australiens Grand Prix 2013, officiellt 2013 Formula 1 Rolex Australian Grand Prix, var en Formel 1-tävling som hölls den 17 mars 2013 på Albert Park Circuit i Melbourne, Australien. Det var den första tävlingen av Formel 1-säsongen 2013 och kördes över 58 varv. Vinnare av loppet blev Kimi Räikkönen för Lotus, tvåa blev Fernando Alonso för Ferrari och trea blev Sebastian Vettel för Red Bull.

## Kvalet
| KR. | Nr | Förare              | Konstruktör          | Q1       | Q2       | Q3       | Grid |
| --- | -- | ------------------- | -------------------- | -------- | -------- | -------- | ---- |
| 1   | 1  | Sebastian Vettel    | Red Bull-Renault     | 1.44,657 | 1.36,745 | 1.27,407 | 1    |
| 2   | 2  | Mark Webber         | Red Bull-Renault     | 1.44,472 | 1.36,524 | 1.27,827 | 2    |
| 3   | 10 | Lewis Hamilton      | Mercedes             | 1.45,456 | 1.36,625 | 1.28,087 | 3    |
| 4   | 4  | Felipe Massa        | Ferrari              | 1.44,635 | 1.36,666 | 1.28,490 | 4    |
| 5   | 3  | Fernando Alonso     | Ferrari              | 1.43,850 | 1.36,691 | 1.28,493 | 5    |
| 6   | 9  | Nico Rosberg        | Mercedes             | 1.43,380 | 1.36,194 | 1.28,523 | 6    |
| 7   | 7  | Kimi Räikkönen      | Lotus-Renault        | 1.45,545 | 1.37,517 | 1.28,738 | 7    |
| 8   | 8  | Romain Grosjean     | Lotus-Renault        | 1.44,284 | 1.37,641 | 1.29,013 | 8    |
| 9   | 14 | Paul di Resta       | Force India-Mercedes | 1.45,601 | 1.36,901 | 1.29,305 | 9    |
| 10  | 5  | Jenson Button       | McLaren-Mercedes     | 1.44,688 | 1.36,644 | 1.30,357 | 10   |
| 11  | 11 | Nico Hülkenberg     | Sauber-Ferrari       | 1.45,930 | 1.38,067 |          | 11   |
| 12  | 15 | Adrian Sutil        | Force India-Mercedes | 1.47,330 | 1.38,134 |          | 12   |
| 13  | 18 | Jean-Éric Vergne    | Toro Rosso-Ferrari   | 1.44,871 | 1.38,778 |          | 13   |
| 14  | 19 | Daniel Ricciardo    | Toro Rosso-Ferrari   | 1.46,450 | 1.39,042 |          | 14   |
| 15  | 6  | Sergio Pérez        | McLaren-Mercedes     | 1.44,400 | 1.39,900 |          | 15   |
| 16  | 17 | Valtteri Bottas     | Williams-Renault     | 1.47,328 | 1.40,290 |          | 16   |
| 17  | 16 | Pastor Maldonado    | Williams-Renault     | 1.47,614 |          |          | 17   |
| 18  | 12 | Esteban Gutiérrez   | Sauber-Ferrari       | 1.47,776 |          |          | 18   |
| 19  | 22 | Jules Bianchi       | Marussia-Cosworth    | 1.48,147 |          |          | 19   |
| 20  | 23 | Max Chilton         | Marussia-Cosworth    | 1.48,909 |          |          | 20   |
| 21  | 21 | Giedo van der Garde | Caterham-Renault     | 1.49,519 |          |          | 21   |
| 22  | 20 | Charles Pic         | Caterham-Renault     | 1.50,626 |          |          | 221  |

| Vidare från första kvalrundan ▬▬ Vidare från andra kvalrundan ▬▬ |

Noteringar:
- ^1  — Charles Pic misslyckades att nå gränsen på 107 procent av det snabbaste varvet i Q1. Han fick starta loppet efter att han fått dispens från domarna.

## Loppet
| Pos. | Nr | Förare              | Konstruktör          | Varv | Tid           | Grid | P  |
| ---- | -- | ------------------- | -------------------- | ---- | ------------- | ---- | -- |
| 1    | 7  | Kimi Räikkönen      | Lotus-Renault        | 58   | 1:30.03,225   | 7    | 25 |
| 2    | 3  | Fernando Alonso     | Ferrari              | 58   | +12,451       | 5    | 18 |
| 3    | 1  | Sebastian Vettel    | Red Bull-Renault     | 58   | +22,346       | 1    | 15 |
| 4    | 4  | Felipe Massa        | Ferrari              | 58   | +33,577       | 4    | 12 |
| 5    | 10 | Lewis Hamilton      | Mercedes             | 58   | +45,561       | 3    | 10 |
| 6    | 2  | Mark Webber         | Red Bull-Renault     | 58   | +46,800       | 2    | 8  |
| 7    | 15 | Adrian Sutil        | Force India-Mercedes | 58   | +1.05,068     | 12   | 6  |
| 8    | 14 | Paul di Resta       | Force India-Mercedes | 58   | +1.08,449     | 9    | 4  |
| 9    | 5  | Jenson Button       | McLaren-Mercedes     | 58   | +1.21,630     | 10   | 2  |
| 10   | 8  | Romain Grosjean     | Lotus-Renault        | 58   | +1.22,759     | 8    | 1  |
| 11   | 6  | Sergio Pérez        | McLaren-Mercedes     | 58   | +1.23,367     | 15   |    |
| 12   | 18 | Jean-Éric Vergne    | Toro Rosso-Ferrari   | 58   | +1.23,857     | 13   |    |
| 13   | 12 | Esteban Gutiérrez   | Sauber-Ferrari       | 57   | +1 varv       | 18   |    |
| 14   | 17 | Valtteri Bottas     | Williams-Renault     | 57   | +1 varv       | 16   |    |
| 15   | 22 | Jules Bianchi       | Marussia-Cosworth    | 57   | +1 varv       | 19   |    |
| 16   | 20 | Charles Pic         | Caterham-Renault     | 56   | +2 varv       | 22   |    |
| 17   | 23 | Max Chilton         | Marussia-Cosworth    | 56   | +2 varv       | 20   |    |
| 18   | 21 | Giedo van der Garde | Caterham-Renault     | 56   | +2 varv       | 21   |    |
| Ret  | 19 | Daniel Ricciardo    | Toro Rosso-Ferrari   | 39   | Avgassystem   | 14   |    |
| Ret  | 9  | Nico Rosberg        | Mercedes             | 26   | Elektronik    | 6    |    |
| Ret  | 16 | Pastor Maldonado    | Williams-Renault     | 24   | Körde av      | 17   |    |
| DNS  | 11 | Nico Hülkenberg     | Sauber-Ferrari       | 0    | Bränslesystem | 11   |    |

| Förare och stall som tog poäng ▬▬ |

## Ställning efter loppet
| Pos. | Förare           | Poäng |
| ---- | ---------------- | ----- |
| 1    | Kimi Räikkönen   | 25    |
| 2    | Fernando Alonso  | 18    |
| 3    | Sebastian Vettel | 15    |
| 4    | Felipe Massa     | 12    |
| 5    | Lewis Hamilton   | 10    |

| Pos. | Konstruktör          | Poäng |
| ---- | -------------------- | ----- |
| 1    | Ferrari              | 30    |
| 2    | Lotus-Renault        | 26    |
| 3    | Red Bull-Renault     | 23    |
| 4    | Mercedes             | 10    |
| 5    | Force India-Mercedes | 10    |

- Notering: Endast de fem bästa placeringarna i vardera mästerskap finns med på listorna.